# Rival Dealer
Rival Dealer es el séptimo álbum del artista musical británico Burial. Fue publicado por el sello discográfico Hyperdub y lanzado digitálmente el 11 de diciembre de 2013, con un lanzamiento físico 5 años después.

## Listado de canciones
1. "Rival dealer" – 10:47
2. "Hiders" – 4:44
3. "Come down to us" – 13:08